# Youniverse
Youniverse är en sång som framfördes av Molly Sanden i Melodifestivalen 2016. Sången tog sig direkt ifrån semifinalen till final,  i vilken den slutade på sjätte plats. Sången placerade sig på plats 11 på Sverigetopplistan.